# Contado di Serralunga
Serralunga è una frazione del comune di Cantarana (AT), costituita da una vasta area pianeggiante e semicollinare, posta a sud del torrente Triversa e della SS Padana Inferiore, presso la località di "Case Bruciate" (comune di Villafranca d'Asti).
La piana, un tempo era densamente coltivata per la sua ricchezza di acque, oggi è un'apprezzata campagna e di recente la zona ha trovato un nuovo prestigio, grazie infatti alla facilità di collegamenti e alla splendida vista che si gode sulla vallata negli ultimi anni vi sono state edificate alcune ville di prestigio. 
Inoltre sono rimaste intatte vecchie abitazioni, le quali sono raggruppate in un unico nucleo, di origine antica, dove si conserva il fabbricato del vecchio mulino ad acqua, oggi trasformato in abitazione privata. La zona di Serralunga rimane attualmente poco popolata riuscendo così a conservare la bellezza naturale dei suoi luoghi.

## Storia
In epoca romana la vallata del torrente Traversole fu percorsa dalla via Fulvia, tra Tortona (Dertona), Asti (Hasta), Chieri (Carreum Potentia) e Torino (Augusta Taurinorum), che non seguiva in questo tratto l'attuale percorso della "Padana Inferiore.
In epoca medioevale, lungo la via sorsero una serie di villaggi: Volpiglio (La Castella - Madonna della neve), Traversola, Musanzola e Musanza (Borgovecchio - Stazione). Il toponimo di Serralunga è citato in documenti che vanno dal 1152 al 1224.
Nel 1117 un certo Littone "signore di Serralunga" svolse la funzione di testimone per conto del vescovo di Asti: si trattava probabilmente di un proprietario terriero, privo di titolo feudale, ma legato in qualche modo al potere vescovile astigiano. Il 15 novembre 1152 vennero venduti al Comune di Asti i diritti sul castello di Serralunga, sul contado e sue pertinenze, in possesso di diversi signori. L'anno seguente, tuttavia, una bolla papale attribuiva al vescovo di Asti il possesso, tra gli altri beni, del contado di Serralunga.L'attribuzione del contado di Serralunga al vescovo, anziché al comune, che l'aveva acquistato l'anno precedente, fu riconfermata con le bolle del 1154 e 1156.
Con un diploma del 1159, Federico Barbarossa, che aveva conquistato e distrutto Asti nel 1155, avocò direttamente a sé il dominio sulla città, suddividendo la giurisdizione sul territorio fra tre podestà del Comune: i territori confinanti di Baldichieri, Dusino e Tigliole passarono dunque al Comune, mentre il contado di Serralunga e Musanza rimasero in possesso del vescovo Anselmo, partigiano dell'imperatore: quest'ultimo intese forse assicurarsi in tal modo il possesso della fortificazione posta a controllo della principale via di comunicazione da ovest.
Nel 1162 il vescovo di Asti concesse in feudo metà del contado ai signori di Castellinaldo, che avevano fatto in precedenza donazione al vescovo dei terreni da loro posseduti nell'area ed erano anche in precedenza legati al potere vescovile
Durante la lotta con Federico Barbarossa nell'ambito della Lega Lombarda, nell'agosto del 1174, il vescovo di Asti, Guglielmo, investì il Comune, attraverso i consoli comunali, di metà del territorio di Serralunga in feudo, ma questo, compreso il diritto di ricevere pedaggi, ritornò sotto il diretto possesso imperiale nel 1178. Alla morte di Enrico VI di Svevia, nel 1197, il Comune si appropriò nuovamente del feudo.
Il 26 maggio del 1198 il vescovo Bonifacio aggiunse al feudo comunale un altro quarto del territorio, ma l'investitura non venne ratificata dal capitolo di Asti e ne sorse una serie di contese. Il 28 giugno del 1203 il podestà di Asti a sua volta concesse in feudo a Giacomo Baresano e Guido di Castellinaldo i territori ottenuti nel 1198, tra i quali compaiono il villaggio di Serralunga, oltre al castello e al contado. A costoro si aggiunse il seguente 8 luglio anche Enrico di Castellinaldo. La contesa venne regolata nel 1221 con un compromesso, grazie all'arbitrato del vescovo di Torino, e il vescovo investì il Comune di tutti i beni rimasti in suo possesso del contado di Serralunga. Il 13 luglio del 1224 anche i Castellinaldo cedettero al comune i propri possessi di Serralunga. Una volta definitivamente in possesso del Comune, furono fondati nel contado di Serralunga una serie di centri abitati, tra i quali nel 1290 Villafranca.
Mancano tuttavia menzioni del castello o del contado dopo la fine del XIII secolo: probabilmente il castello venne abbandonato perché non più utile, e cadde in rovina.

### Identificazione del castello e del villaggio di Serralunga
L'identificazione della località di Serralunga, citata nei documenti, con l'attuale frazione, è stata discussa, ma sembra essere provata dal documento del 1197, che ne cita i territori confinanti e la descrive come dominata da una rocca. Mentre la prima citazione del castello risale al 1152, l'esistenza di un villaggio è citata a partire dal 1203.
Un manoscritto settecentesco riferisce le osservazioni dello storico astigiano de Canis sui ruderi di un edificio fortificato nella località di "Castelvero" presso Cantarana, descritti come una recinzione quadrangolare di circa 11 m di lato, con due torri quadrate sugli spigoli anteriori, con lato di circa 5 m. Si cita inoltre la presenza di ambienti sotterranei. I ruderi si trovavano sulla cima di una erta elevazione, attualmente nel territorio del comune di Tigliole.
Nei pressi, nella località di "Bricco Barrano, dovette sorgere anche un villaggio, testimoniato dalla presenza della piccola chiesa di San Donato di Serralonga, attestata nel 1345, ricostruita dal 1920 sul lato opposto della strada comunale. In un momento successivo un nuovo insediamento si sarebbe formato anche sul fondovalle, più vicino alla strada principale e forse favorito dalla presenza di un mulino, a cui finì poi con il trasmettersi il toponimo di Serralunga, mentre l'antico villaggio prendeva forse il nome di "Barrano" dai signori locali, i Baresano. La collina del castello aveva preso il nome di "Castelvecchio" fin dal 1584.